# Winfried Hampel
Winfried Hampel (* 31. August 1935 in Dessau; † 15. Juni 2010 in Berlin) war ein deutscher Chemiker und Politiker (LDPD, BFD, FDP, dann CDU). Er gehörte der (Ost-)Berliner Stadtverordnetenversammlung 1990 und dem Abgeordnetenhaus von Berlin von 1990 bis 1995 an.

## Biografie
Winfried Hampel machte von 1949 bis 1951 eine Ausbildung zur Chemiewerker. Von 1951 bis 1953 besuchte er die Vorstudienanstalt der Humboldt-Universität zu Berlin und erlangte das Abitur. Anschließend studierte Hampel an der Humboldt-Universität von 1953 bis 1959 und wurde Diplom-Chemiker. Von 1959 bis 1962 arbeitete er als Assistent an der Humboldt-Uni. 1962 wurde er an der Berliner Humboldt-Universität zum Dr. rer. nat. promoviert. Anschließend arbeitete er weiter in der Forschung; von 1962 als Oberassistent, ab 1979 als Lektor.
Seit 1970 war Hampel Mitglied der Liberal-Demokratischen Partei Deutschlands, einer der Blockparteien der DDR. 1984 wurde er stellvertretender Kreisvorsitzender der LDPD. Von 1974 bis 1990 war Hampel Mitglied der Stadtbezirksversammlung Berlin-Köpenick; ab 1989 als Fraktionsvorsitzender.
Nach der politischen Wende in der DDR trat er in das Wahlbündnis Bund Freier Demokraten ein und wurde 1990 in die Bezirksliste der Freie Demokratischen Partei Köpenick in das Berliner Abgeordnetenhaus gewählt. Dort war er Haushaltsexperte seiner Fraktion. Von Mai 1990 bis Januar 1990 war Hampel Mitglied der Berliner Stadtverordnetenversammlung. Dort war er stellvertretender Fraktionsvorsitzender. Ab September 1990 war Hampel Kreis- und Bezirksvorsitzender der FDP in Berlin-Köpenick. Hampel gehörte auch der 10. Bundesversammlung 1994 an. Später wechselte er zur CDU und war von 2003 bis zu seinem Tode Abgeordneter in der Gemeindevertretung von Ahrensfelde.